# Andrena alashanica
Andrena alashanica là một loài Hymenoptera trong họ Andrenidae. Loài này được Popov mô tả khoa học năm 1949.